# Kim Kyong-hwa
Kim Kyong-hwa (28 de março de 1986) é uma futebolista norte-coreana que atua como defensora.

## Carreira
Kim Kyong-hwa integrou o elenco da Seleção Norte-Coreana de Futebol Feminino, nas Olimpíadas de 2008. 